# رانلو (کارولینای شمالی)
رانلو (به انگلیسی: Ranlo) شهری در ایالت کارولینای شمالی کشور ایالات متحده آمریکا است که جمعیت آن در سرشماری سال ۲۰۱۰ میلادی، ۳٬۴۳۴ نفر بوده‌است.